# Възнесение Господне (средновековна църква в Мренога)
Вижте пояснителната страница за други значения на Възнесение Господне.
„Възнесение Господне“ или „Свети Спас“ (на македонска литературна норма: „Вознесение Господне“, „Свети Спас“) е късносредновековна православна църква в демирхисарското село Мренога, Северна Македония. Църквата е под управлението на Крушевско-Демирхисарската епархия на Македонската православна църква.
Църквата е гробищен храм, разположен непосредствено западно от селото. Непосредствено южно от нея по-късно е построена едноименната горяма църква „Възнесение Господне“. Църквата е от XIV – XVI век. Църквата е еднокорабна базилика с тристранна апсида на изток. По-късно западната стена е разрушена и църквата е удължена на запад, като в средата на новата част е поставен стълб. Зидарията е от ломен камък и тухли, като входът от запад и ъглите на западната фасада са от бигор. Покривът е с керемиди, а този на апсидата с каменни плочи. Във вътрешността е запазена ценна живопис, която доста повредена. В доградената част има само фрагменти на западната и южната стена.